# Бікокка (університет)
Міланський університет «Бікокка» (італ. Università degli Studi di Milano — Bicocca, UNIMIB) розташований в північній околиці Мілана, Італія. Був заснований в 1998 році. Раніше (до кінця 1980-х) тут знаходився промисловий комплекс Піреллі.
За проектом архітектора Вітторіо Ґреґотті колишня індустріальна зона перетворилася на урбаністичний район з комплексом університетських науково-дослідних лабораторій та студентських гуртожитків.

## Організація
«Бікокка» має 8 факультетів:
- Economia (факультет економіки)
- Sociologia (факультет соціології)
- Giurisprudenza (юридичний факультет)
- Scienze Matematiche, Fisiche e Naturali (факультет математичних, фізичних і природничих наук)
- Medicina e Chirurgia (факультет медицини та хірургії) — філіали в Монці, Ліссоне і Ведано-аль-Ламбро
- Psicologia (факультет психології)
- Scienze della Formazione (педагогічний факультет)
- Scienze Statistiche (факультет статистики)